# Балдео
Балде́о — город и муниципалитет в округе Матхура штата Уттар-Прадеш.

## Демография
Согласно переписи 2001 года, население Балдео составляло 9695 человек, из которых 54 % — мужчины, 46 % — женщины. Грамотой владеют 63 % населения, что выше среднего показателя по стране, составляющего 59,5 %. Среди мужчин доля грамотных достигает 64 %, среди женщин — 36 %. 17 % населения составляют дети младше 6 лет.

## Храм Балдауджи
В Балдео находится храм Балдауджи — один из шести основных (упомянутых в Пуранах) храмов, посвященных старшему брату Кришны (Балараме). Издалека люди прибывают сюда, чтобы совершить пуджу. В ноябре-декабре здесь проходит ежегодный праздник.